# 安田レイ
安田 レイ（やすだ レイ、1993年4月15日 - ）は、日本の女性歌手。所属レーベルはSACRA MUSIC。

## 略歴
1993年4月15日にアメリカのノースカロライナ州に生まれる。
10歳の頃に母が聴いていた宇多田ヒカルの歌に衝撃を受け、シンガーを志す。
13歳で元気ロケッツのオーディションを受け、Agehasprings代表の玉井健二に才能を見いだされる。
2013年7月に「Best of my Love」が『宇宙戦艦ヤマト2199』のエンディングテーマに起用され「安田レイ」としてソロデビューした。
人生初のライブを埼玉スーパーアリーナで開催された「東京ガールズコレクション2013 A/W」で、2度目のライブを国立代々木競技場第一体育館で開催された「Girls Award2013 A/W」で催した。
2014年に「東京ガールズコレクション2014 S/S」a-nation island powered by inゼリー Asia Progress 〜Departure〜」「仙台コレクション2014」「TOHOKU DREAM COLLECTION2014」などのイベントに出演した。「仙台コレクション2014」でメインビジュアル、新宿Flagsの周年キャラクター、ルミネエストの広告キャラクターを務めるなど、モデルとしても活動する。
2014年10月8日に1stアルバム「Will」を発売する。
2015年に初のワンマンツアーを含み1年に3回のツアーを催す。第57回日本レコード大賞新人賞を受賞する。
2016年2月3日に2ndアルバム「PRISM」を発売し、4回目のツアーを催す。
2020年3月18日に3rdアルバム「Re:I」を発売する。8thシングル「Message」はアルバムに収録しない。
2021年2月24日に15枚目のシングル「Not the End」をリリース。日本テレビ × Hulu共同制作ドラマ『君と世界が終わる日に』の挿入歌として使用され、 自身最大の配信ヒットとなる。またTHE FIRST TAKE（第101回）にて、同楽曲をピアノ・アレンジで披露し、その表現力と歌唱力が評価され話題に。
デビュー9周年の2022年7月3日に、オフィシャルファンクラブ『REI YASUDA OFFICIAL FAN CLUB “Lay with Rei”』を開設した。
2023年、2月8日アルバム「Circle」をリリース。JQ(Nulbarich)、TENDRE、熊木幸丸（Lucky Kilimanjaro）、Yaffle、THE CHARM PARK、VivaOlaといったリスペクトするアーティストとのコラボレーションにより新たな音楽性を表現。
2024年2月7日、E.P「Ray of Light」をリリース。タイトルトラックはドラマに続き『劇場版 君と世界が終わる日に FINAL』の挿入歌として起用され、シーンに込められた感情を力強い歌声でよりエモーショナルに引き立てている。

## 人物
- 日米のハーフで、日本語と英語が話せるバイリンガル。
- 小学校6年生まではアメリカンスクールに通うが、幼稚園と中学校・高校は日本の学校だった。
- 玉井健二と水口哲也がプロデュースする音楽プロジェクト「元気ロケッツ」で、Rachel Rhodes名義でボーカルの「Lumi」というバーチャルの存在のビジュアルや歌を担当。

## ディスコグラフィ
サウンドプロデュースは玉井率いるAgehasprings所属の作家が元気ロケッツに続いて手掛ける。

### シングル

#### CDシングル
|            | 発売日         | タイトル                          | 規格品番    | 規格品番   | 規格品番    | 最高位 |
| 初回限定盤 | 発売日         | タイトル                          | 通常盤      | 期間限定盤 |             | 最高位 |
| ---------- | -------------- | --------------------------------- | ----------- | ---------- | ----------- | ------ |
| 1st        | 2013年7月3日   | Best of my Love                   |             | SECL-1354  | SECL-1355   | 21位   |
| 2nd        | 2014年2月5日   | Brand New Day                     | SECL-1460/1 | SECL-1462  |             | 84位   |
| 3rd        | 2014年6月4日   | パスコード4854                    |             | SECL-1512  | SECL-1513   | 84位   |
| 4th        | 2014年9月3日   | Mirror                            | SECL-1571/2 | SECL-1573  | SECL-1574/5 | 19位   |
| 5th        | 2015年2月25日  | 恋詩                              | SECL-1651/2 | SECL-1653  |             | 43位   |
| 6th        | 2015年7月15日  | Tweedia                           |             | SECL-1729  | SECL-1730/1 | 23位   |
| 7th        | 2015年11月11日 | あしたいろ                        | SECL-1796/7 | SECL-1798  |             | 41位   |
| 8th        | 2016年5月18日  | Message                           | SECL-1887/8 | SECL-1889  | 51位        |        |
| 9th        | 2017年5月24日  | きみのうた                        |             | SECL-2161  | SECL-2162   | 65位   |
| 10th       | 2018年8月22日  | Sunny                             | SECL-2321   |            | 128位       |        |
| 11th       | 2019年2月27日  | blooming                          | SECL-2386/7 | SECL-2388  | SECL-2389   | 78位   |
| 12th       | 2019年7月17日  | over and over / dazzling tomorrow | SECL-2451/2 | SECL-2453  |             | 105位  |
| 13th       | 2019年11月27日 | アシンメトリー                    | SECL-2515/6 | SECL-2517  | 74位        |        |
| 14th       | 2020年5月27日  | through the dark                  | SECL-2575/6 | SECL-2577  | SECL-2578   | 34位   |
| 15th       | 2021年2月24日  | Not the End                       | SECL-2583/4 | SECL-2585  |             | 62位   |
| EP         | 2021年11月3日  | It’s you                          | SECL-2710/1 | SECL-2712  | 161位       |        |
| 16th       | 2022年8月24日  | 風の中                            | SECL-2783/4 | SECL-2785  | 91位        |        |
| EP         | 2024年2月7日   | Ray of Light                      | VVCL-2413/4 | VVCL-2415  | 85位        |        |

#### 配信限定シングル
| 発売日               | タイトル                                              | 規格                   | 備考 |
| -------------------- | ----------------------------------------------------- | ---------------------- | ---- |
| 2014年8月27日        | Mirror -TV edit-                                      | デジタル・ダウンロード |      |
| 2016年4月13日        | Message -TV edit-                                     | デジタル・ダウンロード |      |
| 2016年11月14日       | Classy                                                | デジタル・ダウンロード |      |
| 2017年4月19日        | きみのうた -TVアニメ edit-                            | デジタル・ダウンロード |      |
| 2019年4月16日        | dazzling tomorrow                                     | デジタル・ダウンロード |      |
| 2020年4月6日         | through the dark -TVアニメサイズver.-                 | デジタル・ダウンロード |      |
| 2021年6月30日        | A Perfect Sky                                         | デジタル・ダウンロード |      |
| 2022年5月23日        | each day each night                                   | デジタル・ダウンロード |      |
| 2024年1月9日         | 声のカケラ                                            | デジタル・ダウンロード |      |
| 2024年2月7日         | Not the End - With ensemble                           | デジタル・ダウンロード |      |
| 2024年2月7日         | Circle - With ensemble                                | デジタル・ダウンロード |      |
| 2025年7月19日        | BROKEN GLASS                                          | デジタル・ダウンロード |      |
| THE FIRST TAKE MUSIC |                                                       |                        |      |
| 2021年7月2日         | Brand New Day - From THE FIRST TAKE (feat. H ZETTRIO) | デジタル・ダウンロード |      |
| 2021年7月2日         | Not the End - From THE FIRST TAKE                     | デジタル・ダウンロード |      |

### 配信限定EP
| 発売日        | タイトル    | 収録曲 |
| ------------- | ----------- | --- |
| 2013年12月4日 | Let It Snow | 1. Let Is Snow 2. Best of my Love –Genki Rockets Remix- 3. Best of my Love –DJ DECKSTREAM Remix- 4. Let It Snow –Instrumental- |

### アルバム

#### オリジナルアルバム
|            | 発売日        | タイトル | 規格品番    | 規格品番  | 最高位 |
| 初回限定盤 | 発売日        | タイトル | 通常盤      |           | 最高位 |
| ---------- | ------------- | -------- | ----------- | --------- | ------ |
| 1st        | 2014年10月8日 | Will     | SECL-1597/8 | SECL-1599 | 15位   |
| 2nd        | 2016年2月3日  | PRISM    | SECL-1841/2 | SECL-1843 | 15位   |
| 3rd        | 2020年3月18日 | Re:I     | SECL-2546/7 | SECL-2548 | 44位   |
| 4th        | 2023年2月8日  | Circle   | SECL-2835/6 | SECL-2837 | 65位   |

#### ライブアルバム
| 発売日        | タイトル                           | 規格 |
| ------------- | ---------------------------------- | ---- |
| 2023年9月27日 | Rei Yasuda Live Tour 2023 “Circle” | 配信 |

### 楽曲提供
| 発売日        | タイトル                  | 収録曲                                                    | 備考     |
| ------------- | ------------------------- | --------------------------------------------------------- | -------- |
| 2015年2月18日 | チャーリー・XCX『SUCKER』 | ブーム・クラップ (Japanese Ver.) (Bonus tracks for Japan) | 日本語詩 |

### タイアップ
| 楽曲                | タイアップ                                                                                 |
| ------------------- | ------------------------------------------------------------------------------------------ |
| Best of my Love     | テレビアニメ『宇宙戦艦ヤマト2199』中期エンディングテーマ                                   |
| styles              | ファッション雑誌『sweet』2013年7月号CMソング                                               |
| フォゲミナ          | 『2013北海道マラソン』オフィシャルソング                                                   |
| Brand New Day       | 『nissen,』2014春 CMソング                                                                 |
| Let it Snow         | ソニー ヘッドホン「MDR-10RC」タイアップソング                                              |
| Delight             | 『スペースワールド』2013年冬TVCMソング                                                     |
| パスコード4854      | テレビアニメ『金田一少年の事件簿R』エンディングテーマ                                      |
| I&U                 | 『ABCマート』半期決算 夏物大処分SALE CMソング                                              |
| Mirror              | テレビアニメ『魔法科高校の劣等生』2ndエンディングテーマ                                    |
| InsideOut           | 『SENDAI COLLECTION '14』テーマソング&メインビジュアル                                     |
| 恋詩                | テレビドラマ『美しき罠〜残花繚乱〜』主題歌                                                 |
| Just for you        | 『DHC フレッシュローション[F1] / ウォータージェル[F1]』CMソング                            |
| Tweedia             | 映画『ポケモン・ザ・ムービーXY 光輪の超魔神 フーパ』主題歌                                 |
| あしたいろ          | テレビドラマ『結婚式の前日に』主題歌                                                       |
| Lots of Love        | 『ABCマート』1000店舗達成感謝セール CMソング                                               |
| You're the one      | J-WAVE『POP UP!』テーマソング                                                              |
| Supercar            | スカパー!Jリーグ開幕2016 CMソング                                                          |
| Message             | テレビアニメ『逆転裁判 〜その「真実」、異議あり!〜』エンディングテーマ                     |
| Classy              | ソニー「ブラビア」CMソング                                                                 |
| きみのうた          | テレビアニメ『夏目友人帳 陸』エンディングテーマ                                            |
| Sunny               | テレビドラマ『健康で文化的な最低限度の生活』オープニングテーマ                             |
| blooming            | テレビアニメ『レイトン ミステリー探偵社 ～カトリーのナゾトキファイル～』オープニングテーマ |
| dazzling tomorrow   | 花王「PYUAN」ピュア泡クレンズ篇 CMソング                                                   |
| over and over       | 花王「PYUAN」コラボ篇 CMソング                                                             |
| アシンメトリー      | フジテレビ系 木曜劇場『モトカレマニア』オープニングテーマ                                  |
| fortunes            | カンテレ『グータンヌーボ2』エンディングテーマ                                              |
| through the dark    | テレビアニメ『白猫プロジェクト ZERO CHRONICLE』エンディングテーマ                          |
| amber               | 映画『おもいで写眞』主題歌                                                                 |
| Not the End         | 日本テレビ × Hulu共同製作ドラマ『君と世界が終わる日に』挿入歌                              |
| 風の中              | テレビアニメ『ラブオールプレー』第2クールエンディングテーマ                                |
| A beautiful world   | 「シーボンパル」WEB CMソング                                                               |
| each day each night | ソフトバンク「HeartBuds」テーマソング                                                      |
| 声のカケラ          | テレビアニメ『烈火澆愁』日本語吹替版エンディングテーマ                                     |
| Ray of Light        | 劇場版『君と世界が終わる日に FINAL』挿入歌                                                 |
| 光のすみか          | テレビアニメ『瑠璃の宝石』オープニングテーマ                                               |
| BROKEN GLASS        | テレビ朝日系 金曜ナイトドラマ『奪い愛、真夏』主題歌                                        |

### ミュージックビデオ
| 監督        | 曲名                                                      |
| ----------- | --------------------------------------------------------- |
| 大久保 拓朗 | 「dazzling tomoorrow」「blooming」「Sunny」「きみのうた」 |
| 末吉ノブ    | 「Mirror」「恋詩」「あしたいろ」 「Tweedia」「message」   |
| 高橋洋平    | 「Classy」                                                |
| 志賀匠      | 「Best of my Love」                                       |
| 不明        | 「パスコード4854」「Let It Snow」「Brand New Day」        |

## 出演

### テレビドラマ
- 結婚式の前日に 最終話（2015年12月15日、TBS） - 式場のスタッフ 役[37][38]

### ラジオ
- CITY GIRLS MUSIC（2016年10月1日〜2022年9月24日、JFN）
- JA全農 COUNTDOWN JAPAN（2017年4月1日～2025年3月29日、TOKYO FM）
- COUNT ON JAPAN（2019年4月6日〜、TOKYO FM）
- KIRIN BEER "Good Luck" LIVE（2017年6月10日、TOKYO FM）

### ワンマンツアー
【安田レイ TOUR 2015“WILL”】
- 愛知 名古屋Heartland STUDIO（2015年1月11日）
- 宮城 仙台darwin（2015年1月18日）
- 福岡 ROOMS（2015年1月24日）
- 大阪 心斎橋VARON（2015年1月25日）
- 東京 代官山UNIT（2015年2月1日）

【安田レイ TOUR 2015“WILL”〜JUST FOR YOU〜】
- 愛知 名古屋ell.FITS_ALL（2015年5月22日）
- 大阪 心斎橋Sunhall（2015年5月23日）
- 東京 渋谷CLUB QUATTRO（2015年5月31日）

【安田レイ TOUR 2015“WILL”〜Tweedia〜】
- 大阪 Shangri-La（2015年11月22日）
- 愛知 NAGOYA CLUB QUATTRO（2015年11月23日）
- 福岡 ROOMS（2015年11月29日）
- 東京 ラフォーレミュージアム原宿（2015年12月13日）

【安田レイ TOUR 2016“PRISM”】
- 大阪 梅田AKASO（2016年5月14日）
- 愛知 Bottom Line Japan（2016年5月19日）
- 東京 赤坂BLITZ（2016年5月27日）

【JA全農COUNTDOWN JAPAN presents Rei of Light】
- Vol.1 東京 JET STREAM（2017年10月28日）
- Vol.2 東京 TOKYO FM HALL（2017年12月15日）

【Be My Valentine】
- 大阪 Billboad Live OSAKA（2018年2月9日）
- 神奈川 Motion Blue Yokohama（2018年2月12日）

【Rei Yasuda Live Tour 2023 “Circle”】
- 大阪 梅田CLUB QUATTRO（2023年3月5日）
- 愛知 名古屋CLUB QUATTRO（2023年3月12日）
- 東京 渋谷CLUB QUATTRO (2023年3月21日)

### CM
- ニッセン
  - 『2014春 新生活応援 インテリア』（2014年）
  - 『2014春 新生活応援 セレモニースーツ』（2014年）